# 核 (圏論)
圏論とホモロジー代数において核（かく，英: kernel）は、群準同型の核や加群準同型の核や他の代数系の核を一般化した圏論的構成である。直観的には，圏の射 f: X → Y の核は、 f の右側から合成して 0 になる「最も一般的な」射 k: K → X である。

## 定義
C を零射を持つ圏（category with zero morphisms）または零対象を持つ圏とする。C の射 f: X → Y の核（kernel）とは、対象 K と射 k: K → X の組 <K , k: K → X> であって以下の条件を満たすものである：
- {\displaystyle f\circ k} は K から Y への零射である；

- 射 k′: K′ → X であって f ∘ k′ が零射であるものが任意に与えられると，一意的な射 u: K′ → K が存在して，k ∘ u = k' と射を分解できる。

多くの具体的な文脈において，射 k よりも対象 K を「核」と呼んでいることに注意。それらの状況では，K は X の部分集合であり，k を包含写像として再構成すれば十分である；具体的でない場合には，対照的に，K が X の部分対象としてどのように解釈されるべきかを記述するために射 k が必要である。任意の場合において，k が必ず（圏論の意味で）単射であることを示すことができる。K あるいは k 単独ではなく対 (K, k) として核を考えたいこともある。
すべての射が核を持つわけではないが，持つときにはすべてのその核は強い意味で同型である：k: K → X と l: L → X が f: X → Y の核であるとき，一意的な同型射 φ: K → L が存在して l ∘ φ = k となる。
等化子（イコライザ；equalizer）を用いた定義
圏 C の射 f: X → Y に対して、f の核は f と X から Y への零射の等化子としても定義できる。記号で書けば，
ker(f) = eq(f, 0XY)
である。

## 例
核は抽象代数学からの多くの圏，例えば群の圏や固定された環上の（左）加群（固定された体上のベクトル空間を含む）の圏において，よく知られている。明確には，f: X → Y がこれらの圏の1つの準同型であり，K がその通常の代数的な意味での核であるとき，K は X の部分代数系であり，K から X への包含準同型が圏論の意味での核である。
モノイドの圏においては，圏論的核は群に対してとちょうど同じように存在するが，これらの核は代数的な目的のためには十分な情報を持っていないことに注意。したがって，モノイド論において研究される核の概念はわずかに異なる（#代数的核との関係を参照）。
環の圏 Ring において，圏論的な意味での核は存在しない；実際，この圏は零射すらもたない。それにも拘らず，擬環の圏 Rng における核に対応する，環論において研究される核の概念はある。
基点付き位相空間の圏において，f: X → Y が基点付き連続写像であるならば，基点の原像 K は X の部分空間である。 K から X への包含写像は f の圏論的核である。

## 他の圏論的概念との関係
核の双対概念は余核である。つまり，射の核は逆圏におけるその余核であり，逆もまたしかり。
上でのべたように，核は二項等化子あるいは差核のタイプである。逆に，前加法圏において，すべての二項等化子は核として構成できる。具体的に言うと，射 f と g の等化子は差 g − f の核である。記号では
eq (f, g) = ker (g − f)
である。二項等化子が射が引けない前加法でない圏においてさえ「差核」とよばれるのはこの事実のためである。
任意の核は，他の等化子がそうであるように，単射である。逆に，単射が正規であるとは，ある射の核であることをいう。圏が正規であるとはすべての単射が正規であることをいう。
とくにアーベル圏はつねに正規である。この状況では任意の射の余核の核（アーベル圏では常に存在する）はその射の像であることがわかる；記号では
im f = ker coker f (アーベル圏において)。
m が単射であるとき，それはそれ自身の像でなければならない；したがって，アーベル圏は正規でありしたがってすべての単射が核であるだけではなく，単射がどの射の核であるかも知っている，つまりその余核の核である。記号では
m = ker (coker m) (アーベル圏における単射に対して)。

## 代数的核との関係
普遍代数学は同じ種類の2つの代数的構造の間の準同型に対して核の概念を定義する。核のこの概念は与えられた準同型が単射からどれだけ離れているかを測る。この代数的な概念と核の圏論的な概念の間にはいくらか重なりがある，なぜならばどちらも上で述べた群や加群の状況を一般化するからである。しかしながら，一般には，核の普遍代数学的な概念は 核対 という圏論的な概念の方に近い。とくに，核対は圏論的なことばでモノイド論や環論における核を解釈するのに使うことができる。